# Fiat 805
La Fiat 805 est une automobile de course du début des années 1920 développée par le constructeur automobile italien Fiat. Elle est la première automobile de Grand Prix à disposer d'un compresseur.